# Ikisudama - L'ombra dello spirito
Ikisudama - L'ombra dello spirito (Ikisudama) è un film del 2001 diretto da Toshiharu Ikeda.

## Distribuzione
La pellicola è stata distribuita nelle sale cinematografiche giapponesi a partire dal 23 giugno 2001.